# K5 League Daejeon 2022
Die K5 League Daejeon 2022 war die erste Spielzeit als höchste Amateurspielklasse im südkoreanischen Fußball gewesen. Die Saison begann am 27. März und endete am 2. Oktober. Anschließend folgen die Play-off-Spiele. 

## Teilnehmer und ihre Spielstätten
| Team                       | Stadt                  | Heimstadion                | In der Liga seit       | Vorjahresplatzierung         |                        |
| K5 League Daejeon 2022     | K5 League Daejeon 2022 | K5 League Daejeon 2022     | K5 League Daejeon 2022 | K5 League Daejeon 2022       | K5 League Daejeon 2022 |
| -------------------------- | ---------------------- | -------------------------- | ---------------------- | ---------------------------- | ---------------------- |
| Daejeon Daedeok Winnerstar | Daejeon-Daedeok-gu     | Ahnyeong-Dong-Fußballplatz | 2022                   | 2. Platz                     |                        |
| Daejeon Daedeok FV         | Daejeon-Daedeok-gu     | Ahnyeong-Dong-Fußballplatz | 2022                   | Aufsteiger aus der K6 League |                        |
| Daejeon Baekma FV          | Daejeon-Daedeok-gu     | Ahnyeong-Dong-Fußballplatz | 2022                   | Aufsteiger aus der K6 League |                        |
| Daejeon Doksuri FC         | Daejeon-Jung-gu        | Ahnyeong-Dong-Fußballplatz | 2022                   | 4. Platz                     |                        |
| Daejeon Seobu FC           | Daejeon-Yuseong-gu     | Ahnyeong-Dong-Fußballplatz | 2022                   | Staffelsieger                |                        |
| Daejeon Dongmok FV         | Daejeon-Yuseong-gu     | Ahnyeong-Dong-Fußballplatz | 2022                   | Aufsteiger aus der K6 League |                        |

## Reguläre Saison
| Pl. | Verein                     | Sp. | S | U | N | Tore    | Diff. | Punkte |
| --- | -------------------------- | --- | - | - | - | ------- | ----- | ------ |
| 1.  | Daejeon Seobu FC (M)       | 10  | 9 | 1 | 0 | 051:900 | +42   | 28     |
| 2.  | Daejeon Doksuri FC         | 10  | 7 | 0 | 3 | 044:250 | +19   | 21     |
| 3.  | Daejeon Daedeok Winnerstar | 10  | 5 | 2 | 3 | 030:190 | +11   | 17     |
| 4.  | Daejeon Daedeok FV (N)     | 10  | 2 | 2 | 6 | 022:340 | −12   | 08     |
| 5.  | Daejeon Baekma FV (N)      | 10  | 2 | 1 | 7 | 017:430 | −26   | 07     |
| 6.  | Daejeon Dongmok FV (N)     | 10  | 2 | 0 | 8 | 020:540 | −34   | 06     |

| Zum 10. Spieltag:                                                                                           |  |
| Qualifikation zur K5-League-Meisterschaft und Qualifikation zum Korean FA Cup 2023 Abstieg in die K6 League |  |
| |  |
| Zum Saisonende 2021:                                                                                        |  |
| (M) Vorjahres Staffelsieger                                                                                 |  |
| (N) Aufsteiger aus der K6 League                                                                            |  |

## Statistik

### Torschützenliste
Bei gleicher Anzahl von Treffern sind die Spieler alphabetisch geordnet.
| Platz | Spieler   | Mannschaft | Tore |
| ----- | --------- | ---------- | ---- |
| 01    | Korea Sud |            |      |

## Spielplan

### Hinrunde
| Datum          | Spielort                   | Heimmannschaft             | Auswärtsmannschaft         | Ergebnis |
| -------------- | -------------------------- | -------------------------- | -------------------------- | -------- |
| 1. Spieltag    |                            |                            |                            |          |
| 27. März 2022  | Ahnyeong-Dong-Fußballplatz | Daejeon Doksuri FC         | Daejeon Seobu FC           | 1:5      |
| 27. März 2022  | Ahnyeong-Dong-Fußballplatz | Daejeon Dongmok FV         | Daejeon Daedeok FV         | 3:2      |
| 27. März 2022  | Ahnyeong-Dong-Fußballplatz | Daejeon Daedeok Winnerstar | Daejeon Baekma FV          | 4:0      |
| 2. Spieltag    |                            |                            |                            |          |
| 10. April 2022 | Ahnyeong-Dong-Fußballplatz | Daejeon Seobu FC           | Daejeon Daedeok Winnerstar | 1:1      |
| 10. April 2022 | Ahnyeong-Dong-Fußballplatz | Daejeon Baekma FV          | Daejeon Dongmok FV         | 2:5      |
| 10. April 2022 | Ahnyeong-Dong-Fußballplatz | Daejeon Doksuri FC         | Daejeon Daedeok FV         | 5:2      |
| 3. Spieltag    |                            |                            |                            |          |
| 22. Mai 2022   | Ahnyeong-Dong-Fußballplatz | Daejeon Daedeok FV         | Daejeon Daedeok Winnerstar | 1:3      |
| 22. Mai 2022   | Ahnyeong-Dong-Fußballplatz | Daejeon Baekma FV          | Daejeon Seobu FC           | 0:3      |
| 22. Mai 2022   | Ahnyeong-Dong-Fußballplatz | Daejeon Dongmok FV         | Daejeon Doksuri FC         | 2:8      |
| 4. Spieltag    |                            |                            |                            |          |
| 29. Mai 2022   | Ahnyeong-Dong-Fußballplatz | Daejeon Daedeok Winnerstar | Daejeon Dongmok FV         | 3:0      |
| 29. Mai 2022   | Ahnyeong-Dong-Fußballplatz | Daejeon Doksuri FC         | Daejeon Baekma FV          | 6:2      |
| 29. Mai 2022   | Ahnyeong-Dong-Fußballplatz | Daejeon Seobu FC           | Daejeon Daedeok FV         | 6:0      |
| 5. Spieltag    |                            |                            |                            |          |
| 12. Juni 2022  | Ahnyeong-Dong-Fußballplatz | Daejeon Daedeok FV         | Daejeon Baekma FV          | 3:3      |
| 12. Juni 2022  | Ahnyeong-Dong-Fußballplatz | Daejeon Seobu FC           | Daejeon Dongmok FV         | 10:3     |
| 12. Juni 2022  | Ahnyeong-Dong-Fußballplatz | Daejeon Daedeok Winnerstar | Daejeon Doksuri FC         | 2:1      |

### Rückrunde
| Datum              | Spielort                   | Heimmannschaft             | Auswärtsmannschaft         | Ergebnis |
| ------------------ | -------------------------- | -------------------------- | -------------------------- | -------- |
| 6. Spieltag        |                            |                            |                            |          |
| 26. Juni 2022      | Ahnyeong-Dong-Fußballplatz | Daejeon Seobu FC           | Daejeon Doksuri FC         | 3:0      |
| 26. Juni 2022      | Ahnyeong-Dong-Fußballplatz | Daejeon Daedeok FV         | Daejeon Dongmok FV         | 6:3      |
| 26. Juni 2022      | Ahnyeong-Dong-Fußballplatz | Daejeon Baekma FV          | Daejeon Daedeok Winnerstar | 2:1      |
| 7. Spieltag        |                            |                            |                            |          |
| 10. Juli 2022      | Ahnyeong-Dong-Fußballplatz | Daejeon Daedeok Winnerstar | Daejeon Seobu FC           | 3:6      |
| 10. Juli 2022      | Ahnyeong-Dong-Fußballplatz | Daejeon Dongmok FV         | Daejeon Baekma FV          | 1:5      |
| 10. Juli 2022      | Ahnyeong-Dong-Fußballplatz | Daejeon Daedeok FV         | Daejeon Doksuri FC         | 1:4      |
| 8. Spieltag        |                            |                            |                            |          |
| 28. August 2022    | Ahnyeong-Dong-Fußballplatz | Daejeon Dongmok FV         | Daejeon Daedeok Winnerstar | 0:6      |
| 28. August 2022    | Ahnyeong-Dong-Fußballplatz | Daejeon Baekma FV          | Daejeon Doksuri FC         | 1:5      |
| 28. August 2022    | Ahnyeong-Dong-Fußballplatz | Daejeon Daedeok FV         | Daejeon Seobu FC           | 0:3      |
| 9. Spieltag        |                            |                            |                            |          |
| 18. September 2022 | Ahnyeong-Dong-Fußballplatz | Daejeon Daedeok Winnerstar | Daejeon Daedeok FV         | 3:3      |
| 18. September 2022 | Ahnyeong-Dong-Fußballplatz | Daejeon Seobu FC           | Daejeon Baekma FV          | 11:3     |
| 18. September 2022 | Ahnyeong-Dong-Fußballplatz | Daejeon Doksuri FC         | Daejeon Dongmok FV         | 9:3      |
| 10. Spieltag       |                            |                            |                            |          |
| 2. Oktober 2022    | Ahnyeong-Dong-Fußballplatz | Daejeon Baekma FV          | Daejeon Daedeok FV         | 1:4      |
| 2. Oktober 2022    | Ahnyeong-Dong-Fußballplatz | Daejeon Dongmok FV         | Daejeon Seobu FC           | 0:3      |
| 2. Oktober 2022    | Ahnyeong-Dong-Fußballplatz | Daejeon Doksuri FC         | Daejeon Daedeok Winnerstar | 5:4      |